# Nelly Sachs
Nelly Sachs (Berlín, Alemanya, 10 de desembre de 1891 - Estocolm, Suècia, 12 de maig de 1970) fou una escriptora i poeta alemanya, nacionalitzada sueca, guardonada amb el Premi Nobel de Literatura l'any 1966.

## Biografia

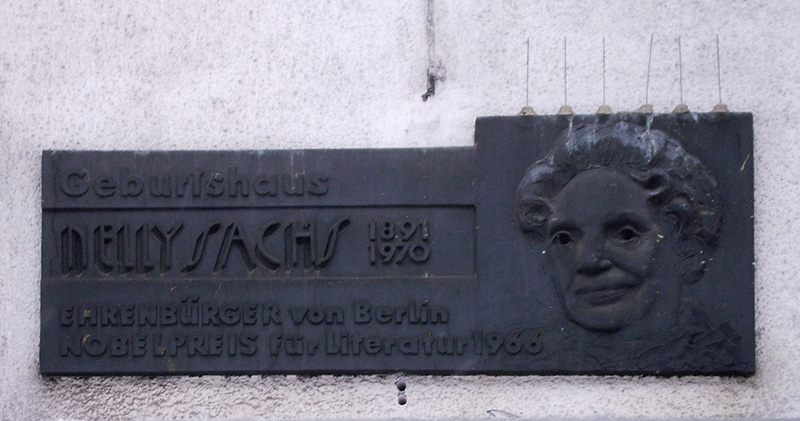
Placa commemorativa del naixement de Nelly Sachs al barri de Schöneberg de Berlín

Va néixer al barri de Schöneberg de la ciutat alemanya de Berlín en una família de religió jueva. Després d'estudiar música i dansa, decidí dedicar-se a la poesia.
El 16 de maig del 1940, davant l'avanç imparable dels nazis i la cruenta persecució als jueus, va emigrar a Suècia, i s'establí definitivament a la ciutat d'Estocolm, on es relacionà amb Selma Lagerlöf i Hilde Domin. Morí en aquesta ciutat el 12 de maig del 1970.

## Obra literària
Va iniciar la seva obra als 17 anys, i es pot dividir en dues fases: una d'inicial en la qual va escriure poesia romàntica, i una segona, a partir de la Segona Guerra Mundial, que va desenvolupar al voltant del tema jueu.
L'any 1966, fou guardonada amb el Premi Nobel de Literatura per la seva escriptura excepcionalment lírica i dramàtica, que interpreta el destí jueu amb una força commovedora. El premi fou compartit amb l'israelià Shmuel Yosef Agnon.

### Obra seleccionada
- 1921: Legenden und Erzaehlungen
- 1946: In den Wohnungen des Todes. Publicada en català com a Als estatges de la mort. Traducció de Feliu Formosa. Martorell: Adesiara, 2021.
- 1949: Sternverdunkelung
- 1951: Eli : Ein Mysterienspiel vom Leiden Israels
- 1957: Und niemand weiss weiter
- 1959: Flucht und Verwandlung
- 1961: Fahrt ins Staublose : Die Gedichte der Nelly Sachs
- 1962: Zeichen im Sand : Die szenischen Dichtungen der Nelly Sachs
- 1962: Das Leiden Israels
- 1963: Ausgewaehlte Gedichte
- 1964: Glühende Rätsel
- 1965: Späte Gedichte
- 1966: Die Suchende
- 1966: Wie leicht wird Erde sein : Ausgewaehlte Gedichte
- 1967: Simson faellt durch Jahrtausende und andere szenische Dichtungen
- 1968: Das Buch der Nelly Sachs / herausg. von Bengt Holmqvist
- 1970: Verzauberung : Späte szenische Dichtungen

## Reconeixements
En honor seu s'anomenà el Premi Nelly Sachs, premi literari atorgat bianualment per la ciutat alemanya de Dortmund, i del qual fou la primera guardonada l'any 1961. Així mateix, s'anomena l'asteroide (18396) Nellysachs descobert el 21 de setembre del 1992 per Freimut Börngen i Lutz D. Schmadel. També va guanyar el Premi de la Pau del Comerç Llibreter Alemany.